# 海老じょーだん
海老じょーだん（えびじょーだん）は、プロダクションHIT所属のお笑いコンビ。2006年10月結成。

## メンバー
- 橋爪智也（はしづめ ともや、1985年3月25日 - ）ツッコミ担当。立ち位置は右。
三重県出身。血液型A型。
身長173cm、体重65kg。WCS3期生。
- 廣瀬敏康（ひとせ としやす、1980年7月29日 - ）ボケ担当。立ち位置は左。
東京都出身。血液型AB型。
身長169cm、体重72kg。
学習院大学卒業後、アメリカ留学を夢見てコールセンターでアルバイトをしていた。

## 来歴
出会いはアルバイト先のコールセンター。M-1グランプリ2006出場のため、即席コンビ海老じょーだんとして出場。このままでは終わりたくないという気持ちが芽生え、2006年10月より正式なコンビとして活動することとなる。
当初はツッコミ橋爪、ボケ廣瀬であったが、2007年10月よりツッコミとボケを入れ替え、2008年10月より再びツッコミとボケを入れ替える。
2009年4月に現事務所に所属。M-1グランプリ2009で2回戦進出。

## 芸風
ショートコントの間に「じょーだんじょーだんじょーだん海老じょーだん♪」と言いながらコミカルな動きをするブリッジがある。
ネタの内容は正統派ショートコント、どっちもどっちで選べない二択、女性の気持ちをテーマにしたダメダメほんとはオケオッケー等がある。コント内で廣瀬が女装する事がある。
漫才では言葉遊びをしながら廣瀬が色んなキャラになって暴れることが多い。

## 出演

### テレビ
- バス☆キャバツーリスト（千葉テレビ）
- 田代まさしのいらっしゃいマーシー（MONDO21）

### 映画
- 書道ガールズ!! わたしたちの甲子園

### ライブ
- お笑いライブガチャ！！
- お笑いライブスピン　優勝2回